# Agata Wąsowska-Pawlik
Agata Wąsowska-Pawlik (ur. 13 lutego 1972 w Łodzi) – polska historyk sztuki, kuratorka wystaw i muzeolog. Od 2018 dyrektor Międzynarodowego Centrum Kultury w Krakowie.

## Życiorys
Absolwentka IV Liceum Ogólnokształcącego im. Emilii Sczanieckiej w Łodzi. W 1996 ukończyła studia z historii sztuki na Uniwersytecie Jagiellońskim w Krakowie. Stypendystka Katolickiego Uniwersytetu w Lowanium (1997), Departamentu Stanu USA (2004) i Tokyo University for Foreign Studies (2017). 
W Międzynarodowym Centrum Kultury pracuje od roku 1996, w latach 2011–2017 pełniła funkcję wicedyrektora ds. programowych. Specjalizuje się w zakresie polityki kulturalnej, fundraisingu, promocji, międzynarodowej współpracy kulturalnej, zarządzania kulturą, reprezentuje MCK w międzynarodowych sieciach i projektach; w latach 2004–2006 realizowała projekt ECHOCAST (European Cultural  Heritage Organisations Customer Aware Staff Training), który stał się częścią pilotażowego programu „Akademia zarządzania muzeum” w 2011 roku.
10 marca 2021 została powołana przez Prezydenta RP Andrzeja Dudę na stanowisko członka Społecznego Komitetu Odnowy Zabytków Krakowa.

## Odznaczenia
- Węgierski Złoty Krzyż Zasługi (2018)[3]
- Krzyż Kawalerski Orderu „Za Zasługi dla Litwy” (2020)[5]